# Bohdan Biloševs'kyj
Bohdan Olehovyč Biloševs'kyj (in ucraino Богдан Олегович Білошевський?, traslitterazione anglosassone: Bohdan Olehovych Biloshevskyi; Nižyn, 12 gennaio 2000) è un calciatore ucraino, centrocampista o ala del Čornomorec'.

## Carriera

### Club
Inizia nelle giovanili della Dinamo Kiev. Nel 2021 è passato in prestito per una stagione alla squadra di Desna Černihiv. Il 13 febbraio 2021 debutta in Prem"jer-liha contro il Zorja. Nel 2021, si trasferisce in prestito al Čornomorec', squadra di Odessa, dove gioca 7 partite. Nel 2022 si trasferisce in prestito all'Oleksandrija, dove gioca 3 partite e nel 2023, viene riscattato con un contratto di 2 anni. Nell'estate 2024 si trasferisce al Čornomorec'.

### Nazionale
Ha giocato nelle nazionali giovanili ucraine Under-17, Under-18, Under-19 ed Under-21.

## Statistiche
Statistiche aggiornate al 18 maggio 2025.

### Presenze e reti nei club
| Stagione               | Squadra                | Campionato             | Campionato | Campionato | Coppe nazionali | Coppe nazionali | Coppe nazionali | Coppe continentali | Coppe continentali | Coppe continentali | Altre coppe | Altre coppe | Altre coppe | Totale | Totale | Totale |
| Stagione               | Squadra                | Comp                   | Pres       | Reti       | Comp            | Pres            | Reti            | Comp               | Pres               | Reti               | Comp        | Pres        | Reti        | Pres   | Reti   |        |
| ---------------------- | ---------------------- | ---------------------- | ---------- | ---------- | --------------- | --------------- | --------------- | ------------------ | ------------------ | ------------------ | ----------- | ----------- | ----------- | ------ | ------ | ------ |
| 2020-2021              | Desna Černihiv         | PL                     | 2          | 0          | CU              | 0               | 0               |                    | -                  | -                  |             | -           | -           | 2      | 0      |        |
| Totale Desna Chernihiv | Totale Desna Chernihiv | Totale Desna Chernihiv | 2          | 0          |                 | 0               | 0               |                    | 8                  | 0                  |             | -           | -           | 2      | 0      |        |
| 2021-2022              | Čornomorec'            | PL                     | 7          | 0          | CU              | 1               | 0               |                    | -                  | -                  |             | -           | -           | 8      | 0      |        |
| Totale Cornomorets     | Totale Cornomorets     | Totale Cornomorets     | 7          | 0          |                 | 1               | 0               |                    | 0                  | 0                  |             | -           | -           | 8      | 0      |        |
| 2022-2023              | Oleksandrija           | PL                     | 3          | 0          | CU              | 0               | 0               |                    | -                  | -                  |             | -           | -           | 3      | 0      |        |
| 2023-2024              | Oleksandrija           | PL                     | 9          | 0          | CU              | 2               | 0               |                    | -                  | -                  |             | -           | -           | 11     | 0      |        |
| Totale Oleksandria     | Totale Oleksandria     | Totale Oleksandria     | 12         | 0          |                 | 2               | 0               |                    | 0                  | 0                  |             | -           | -           | 14     | 0      |        |
| 2024-2025              | Čornomorec'            | PL                     | 20         | 0          | CU              | 0               | 0               |                    | -                  | -                  |             | -           | -           | 20     | 0      |        |
| Totale Cornomorets     | Totale Cornomorets     | Totale Cornomorets     | 20         | 0          |                 | 0               | 0               |                    | 0                  | 0                  |             | -           | -           | 20     | 0      |        |
| Totale carriera        | Totale carriera        | Totale carriera        | 40         | 0          |                 | 3               | 0               |                    | 0                  | 0                  |             | -           | -           | 42     | 0      |        |